# (14005) 1993 SO3
(14005) 1993 SO3 est un astéroïde de la ceinture principale d'astéroïdes découvert en 1993.

## Description
(14005) 1993 SO3 a été découvert le 22 septembre 1993 à l'observatoire astronomique national de Llano del Hato, situé à Mérida au Vénézuéla, par Orlando A. Naranjo Villarroel.

### Caractéristiques orbitales
L'orbite de cet astéroïde est caractérisée par un demi-grand axe de 3,12 UA, un périhélie de 3,02 UA, une excentricité de 0,03 et une inclinaison de 14,14° par rapport à l'écliptique. Du fait de ces caractéristiques, à savoir un demi-grand axe compris entre 2 et 3,2 UA et un périhélie supérieur à 1,666 UA, il est classé, selon la JPL Small-Body Database, comme objet de la ceinture principale d'astéroïdes.

### Caractéristiques physiques
(14005) 1993 SO3 a une magnitude absolue (H) de 12,3 et un albédo estimé à 0,287.